# Upeneus doriae
Upeneus doriae är en fiskart som först beskrevs av Albert Günther, 1869.  Upeneus doriae ingår i släktet Upeneus och familjen mullefiskar. Inga underarter finns listade i Catalogue of Life.